# Hidden Valley Raceway
Das Hidden Valley Raceway ist eine Rennstrecke etwa 8 km östlich von Darwin in Australien und die einzige Rennstrecke Australiens die im Northern Territory gelegen ist. Auf der Strecke wird jährlich ein Rennen des Supercars Championship gefahren.

## Geschichte

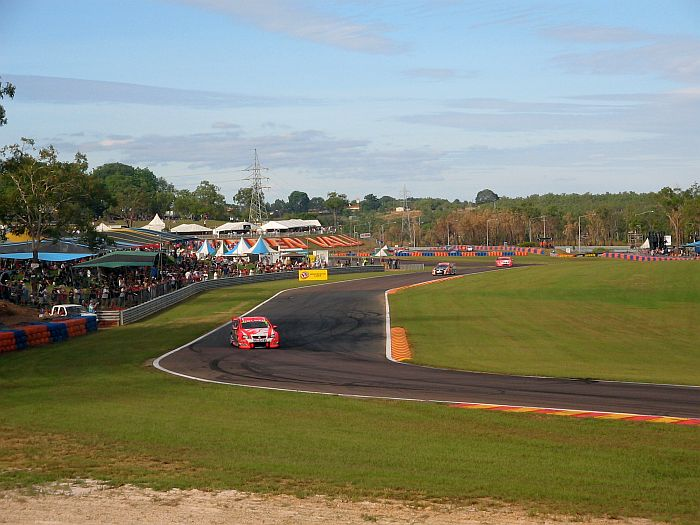
Hidden Valley Raceway während einer Supercar-Runde

Ursprünglich wurde die Strecke mit dem Drag Strip schon am 9. Juni 1985 eröffnet, doch erst ein Jahr später wurde die komplette Strecke fertiggestellt. Nach mehreren Jahren, in denen die Strecke vor allem für lokale Rennen benutzt wurde, investierte 1997 die Regierung 2,5 Millionen für die Überholung der Anlagen. Mit dem regelmäßigen Antreten der Supercars wurde der Raceway zu einer festen Größe im australischen Motorsport. Das Layout der Strecke wurde seitdem nicht mehr verändert, 2005 wurden die Boxen vergrößert.

## Strecke
Der Hidden Valley Motorsport Complex umfasst die folgenden Anlagen:
- Hidden Valley Raceway mit 2,870 km Länge, 14 Kurven und einer Hauptgerade von 1,1 km Länge.[2]
- Hidden Valley Dragway
- Northline Speedway; ein Dirt Track Oval von einer Viertelmeile Länge
- eine Kartbahn
- eine Quadbike-Rennstrecke

## Veranstaltungen
Saisonhöhepunkt auf dem Kurs ist das seit 1998 ausgetragene Rennwochenende der Repco Supercars Championship, die von 1998 bis 2024 insgesamt 75 Läufe auf der Strecke absolvierte.

## Rekorde
| Rennserie              | Zeit      | Fahrer         | Wagen                     | Veranstaltung                               |
| ---------------------- | --------- | -------------- | ------------------------- | ------------------------------------------- |
| Formula Holden         | 1:02.9268 | Simon Wills    | Reynard 94D               | Australian Drivers’ Championship 2001       |
| S5000                  | 1:03.4504 | Cooper Webster | Ligier JS F3              | S5000 Australian Drivers’ Championship 2022 |
| Formel 3               | 1:05.1101 | Simon Hodge    | Mygale M11                | Australian Drivers’ Championship 2014       |
| Superbike              | 1:05.1780 | Josh Waters    | Ducati Panigale V4        | Australian Superbike Championship 2023      |
| Supercars Championship | 1:06.5590 | Nick Percat    | Holden ZB Commodore       | Darwin Triple Crown 2018                    |
| Porsche Carrera Cup    | 1:07.3601 | Dale Wood      | Porsche 911 (992) GT3 Cup | Porsche Carrera Cup Australia 2023          |
| Touring Car Masters    | 1:13.2546 | Steven Johnson | Ford Mustang Fastback     | Touring Car Masters 2018                    |